# Shepherd Moons
Shepherd Moons é o terceiro álbum de estúdio da cantora, compositora e musicista irlandesa Enya, lançado em 4 de novembro de 1991, pela WEA. 
Após o inesperado sucesso comercial e de crítica de seu álbum anterior Watermark (1988), Enya embarcou em uma turnê promocional mundial para divulgá-lo. Após o término da mesma, a cantora começou a escrever e ensaiar novo material para seu próximo álbum, com seus parceiros de gravação de longa data, o empresário, arranjador e produtor Nicky Ryan, e sua esposa, a letrista Roma Ryan. O álbum foi gravado em Artane, subúrbio de Dublin, na Irlanda, e em Londres, Inglaterra, e continuou a exibir o som de Enya de vocais com várias faixas, com teclados e elementos de música celta e new age, embora a cantora não considere que sua música pertença à este último gênero.
Shepherd Moons recebeu críticas positivas dos críticos, e tornou-se um sucesso comercial ainda maior do que Watermark, alcançando o primeiro lugar na parada britânica UK Albums Chart, e chegou à décima sétima posição na parada Billboard 200 nos Estados Unidos. O álbum recebeu certificado de multi-platina da British Phonographic Industry e da Recording Industry Association of America, pelas vendas de 1,2 milhões e cinco milhões de cópias, respectivamente. Entre os anos de 1991 e 1994, Enya lançou quatro singles de Shepherd Moons: "Caribbean Blue", "How Can I Keep from Singing?", "Book of Days", que alcançou a décima posição no Reino Unido, e "Marble Halls".
Assim como Watermark, Enya divulgou o álbum com uma turnê promocional mundial que incluiu várias entrevistas e apresentações na televisão. Em 1993, o álbum rendeu a Enya um prêmio Grammy Award de Melhor Álbum de New Age, o primeiro de quatro que ela ganhou em sua carreira. Em 2009, o álbum foi relançado no Japão, contendo três faixas bônus. 

## Lista de faixas
Todas as músicas compostas por Enya, exceto "How Can I Keep from Singing?", composta por Robert Wadsworth Lowry, e "Marble Halls", composta por Alfred Bunn. Todas as letras escritas por Enya e Roma Ryan, e todas as canções arranjadas por Enya and Nicky Ryan.
| Shepherd Moons – Edição padrão |                                |         |  |
| N.º                            | Título                         | Duração |  |
| 1.                             | "Shepherd Moons"               | 3:42    |  |
| 2.                             | "Caribbean Blue"               | 3:58    |  |
| 3.                             | "How Can I Keep from Singing?" | 4:23    |  |
| 4.                             | "Ebudæ"                        | 1:54    |  |
| 5.                             | "Angeles"                      | 3:57    |  |
| 6.                             | "No Holly for Miss Quinn"      | 2:40    |  |
| 7.                             | "Book of Days"                 | 2:32    |  |
| 8.                             | "Evacuee"                      | 3:50    |  |
| 9.                             | "Lothlórien"                   | 2:08    |  |
| 10.                            | "Marble Halls"                 | 3:53    |  |
| 11.                            | "Afer Ventus"                  | 4:05    |  |
| 12.                            | "Smaointe..."                  | 6:07    |  |
| Duração total:                 | Duração total:                 | 43:46   |  |

| Shepherd Moons – Faixas bônus do relançamento japonês de 2009 |                                |         |  |
| N.º                                                           | Título                         | Duração |  |
| 13.                                                           | "Book of Days" (versão galesa) | 2:36    |  |
| 14.                                                           | "As Baile"                     | 4:06    |  |
| 15.                                                           | "Oriel Window"                 | 2:22    |  |
| Duração total:                                                | Duração total:                 | 52:50   |  |

## Certificações & Vendas
| Críticas profissionais                                                      | Críticas profissionais |
| Avaliações da crítica                                                       | Avaliações da crítica  |
| Fonte                                                                       | Avaliação              |
| --------------------------------------------------------------------------- | ---------------------- |
| Allmusic                                                                    | [ 1 ]                  |
| Esta tabela precisa de ser acompanhada por texto em prosa. Consulte o guia. |                        |

| País           | Associação | Certificação | Vendas    |
| -------------- | ---------- | ------------ | --------- |
| Alemanha       | BVMI       | Ouro         | 250,000   |
| Argentina      | CAPIF      | 2× Platina   | 120,000   |
| Bélgica        | BEA        | 2× Platina   | 100,000   |
| Brasil         | ABPD       | Platina      | 250,000   |
| Canada         | CRIA       | 3× Platina   | 300,000   |
| Espanha        | PROMUSICAE | 5× Platina   | 500,000   |
| Estados Unidos | RIAA       | 5× Platina   | 5,000,000 |
| França         | SNEP       | Ouro         | 100,000   |
| Nova Zelândia  | RMNZ       | Platina      | 15,000    |
| Países Baixos  | NVPI       | 2× Platina   | 200,000   |
| Reino Unido    | BPI        | 4× Platina   | 1,200,000 |
| Suíça          | IFPI       | Ouro         | 25,000    |

## Tabelas
Álbum
| Year | Chart                      | Position |
| ---- | -------------------------- | -------- |
| 1991 | The Billboard 200 (US)     | 17       |
| 1991 | Top New Age Albums (US)    | 1        |
| 1991 | Official Albums Chart (UK) | 1        |

Singles
| Year | Single                         | Chart                       | Position |
| ---- | ------------------------------ | --------------------------- | -------- |
| 1991 | "Caribbean Blue"               | Modern Rock Tracks (US)     | 2        |
| 1992 | "Caribbean Blue"               | Adult Contemporary (US)     | 24       |
| 1992 | "Caribbean Blue"               | The Billboard Hot 100 (US)  | 72       |
| 1991 | "Caribbean Blue"               | Official Singles Chart (UK) | 10       |
| 1991 | "How Can I Keep From Singing?" | Official Singles Chart (UK) | 29       |
| 1992 | "Book Of Days"                 | Official Singles Chart (UK) | 8        |

## Músicos
- Enya – percussão, teclado, vocal
- Andy Duncan – percussão
- Roy Jewitt – clarinete
- Liam O'Flynn – gaita irlandesa
- Nicky Ryan – percussão
- Steve Sidwell – corneta